# Ranulfo Peverel
Ranulfo Peverel también Ranulph Piperell y Ranulph de Peverel (Capelle-les-Grands, c. 1030-Hatfield, c. 1072), fue un noble caballero anglonormando de Capelle-les-Grands y barón de Hatfield, custodio y castellano del castillo de Nothingham y responsable de la construcción del castillo de Peveril. Fundador de la iglesia colegiata de St. Martin-le-Grand de Londres. Era hijo de Ranulph de Wrenroc (c. 1009-2 de julio de 1035). Acompañó a Guillermo II de Normandía en la conquista de Inglaterra y participó en la batalla de Hastings, por lo que recibió como recompensa propiedades y señoríos. Según el Libro Domesday (1086) recibió de Guillermo cuatro señoríos en Salop, seis en Norfolk, diecinueve en Suffolk, y treinta y cinco en Essex. Se le considera el primer referente de la familia de Peverel en todas sus ramas familiares. Durante el reinado de William Rufus, fundó un colegio de canónigos seculares dedicado a Santa María Magdalena en Hatfield Peverel, donde ingresó como monje al final de sus días y permaneció hasta su muerte.

## Herencia
Hacia 1058 se casó con Maud de Ingelric (c. 1033-1083), hija de Ingelric el Sajón. Maud había sido concubina de Guillermo I de Inglaterra con quien había tenido un hijo natural, William Peverell el Viejo, antes de casarse con Ranulfo. Ranulfo dio reconocimiento a William Peverel con su nombre. Otros hijos:
- Ranulfo II Peverell (c. 1054-?);
- Pagan Peverel;
- Robert Peverell, barón de Bourne (c. 1065-1118). Esposo de Adelizia Towmay (Alicia de Toeni, c. 1069-1135);
- Hamon Peverell, barón de Sutton (c. 1067-1136);
- Emma de Peverell (c. 1070-1130).